# Зваж на всі ризики
«Зва́ж на всі ри́зики» (фр. Classe tous risques) — французький кримінальний фільм 1960 року режисера Клода Соте з участю Ліно Вентури та Жана-Поля Бельмондо. Фільм є адаптацією однойменного роману французького письменника Жозе Джованні, виданого у 1958 році. Це жорсто́ка і зворушлива розповідь про честь і дружбу між злодіями. Зараз фільм вважається кіношедевром. Він мав вплив на французьке кіно, особливо на роботи французького кінорежисера Жана-П'єра Мелвіля.

## Сюжет
Двоє гангстерів — Абель (Ліно Вентура) і Раймонд (Стан Кроль) змушені втікати з Італії до Франції, хоч і там їх добре знають у поліції. Втеча ускладнюється ще й тим, що у Абеля є дружина (Сімона Франс) і двоє дітей малого віку, і у них нема грошей на переїзд. Тому вони вирішують здійснити прощальне пограбування в Італії.

## Ролі виконують
- Ліно Вентура — Абель Давос, гангстер втікач
- Жан-Поль Бельмондо — Ерік Старк, молодий злодій
- Сандра Міло — Ліліанна, молода акторка
- Марсель Даліо — Артур Гібелін
- Стан Кроль — Раймонд Нальді, співучасник Абеля
- Сімона Франс — Тереза Давос, дружина Абеля
- Мішель Меріц — Софі Фарж'є
- Мішель Ардан — Рітон Вінтран
- Евелін Кер — дочка Гібеліна
- Бетті Шнайдер — покоївка
- Франс Асселен — мадам Вінтран
- Жан-П'єр Золя — бос приватного агентства
- Сільвен Левіньяк — детектив приватного агентства
- Жанна Перес — Жаклін Шапюї
- Рене Женен — Шапюї
- Шарль Блаветт — Беназет
- Філіпп Марш — Жан Мартен
- Коррадо Гвардуччі — Феруччі
- Клод Серваль — Рауль Фарж'є
- Жак Дакмін — епізод
- Сімона Франс — Тереза Давос
- Бернар Деран — Бластон
- Гі-Анрі — епізод
- Гай Анрі — епізод
- Марсель Гассук — епізод
- Макс Аміль — епізод
- Карло Нелл — епізод
- Альбер Домерг — епізод
- Жан Комбаль — епізод
- Лаура Пайєт — епізод
- Марсель Берньє — епізод
- Люсьєн Десано — епізод

## Знімальна група
- Режисер — Клод Соте
- Сценаристи — Жозе Джованні, Клод Соте, Паскаль Жарден
- Оператор — Гіслен Клоке
- Композитор — Жорж Дельрю
- Художник — Ріно Монделліні
- Продюсери — Робер Амон, Жан Дарве

## Навколо фільму
- У 1960 році Жан-Поль Бельмондо появився у фільмах Нової хвилі «На останньому подиху» та «Зваж на всі ризики», які зробили його відомим у французькому кінематографі.
- Протягом перших десяти хвилин фільму фільмування йшло на приховану камеру, без режисера Клода Соте, прихильника методу Нової хвилі. На вулицях Мілана не обійшлося без проблем: перехожі впізнавали акторів і переслідували їх, у натовпі в когось стався серцевий напад.
- Фільм входить до колекції американської компанії The Criterion Collection з Нью-Йорку, яка з 1984 року розповсюджувала на відеокасетах високохудожні кінострічки. З 1990 року фільми випускалися на лазерних дисках, з 1998 року — на DVD і, пізніше — Blu-ray.